# Auguste Bachelin

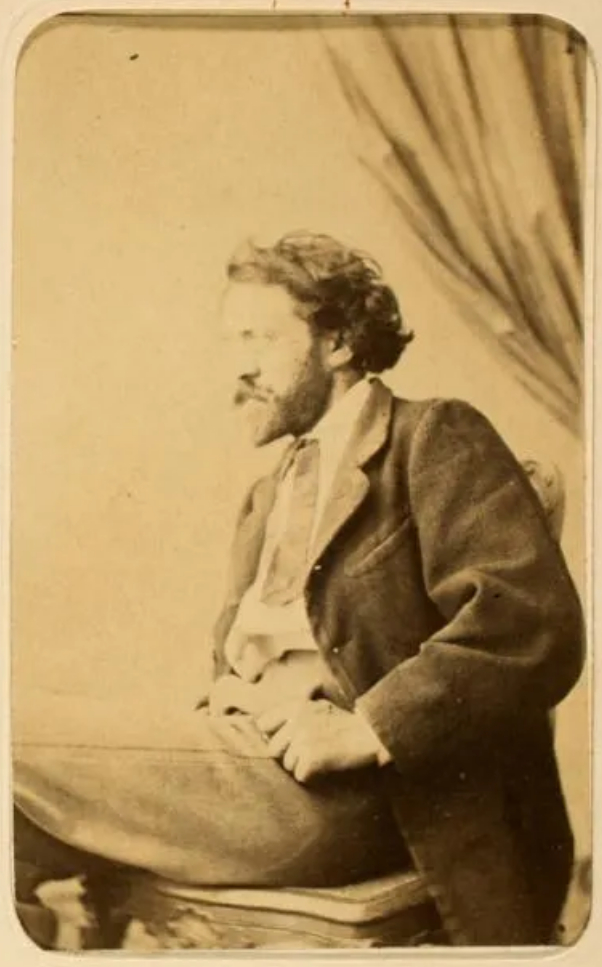
Porträtfoto von Bachelin, aufgenommen zwischen 1861 und 1870

Rodolphe Auguste Bachelin (* 30. September 1830 in Neuchâtel; † 3. August 1890 in Bern) war ein Schweizer Landschafts-, Historien- und Porträtmaler sowie Schriftsteller, Historiker und Kunstkritiker.

## Biografie

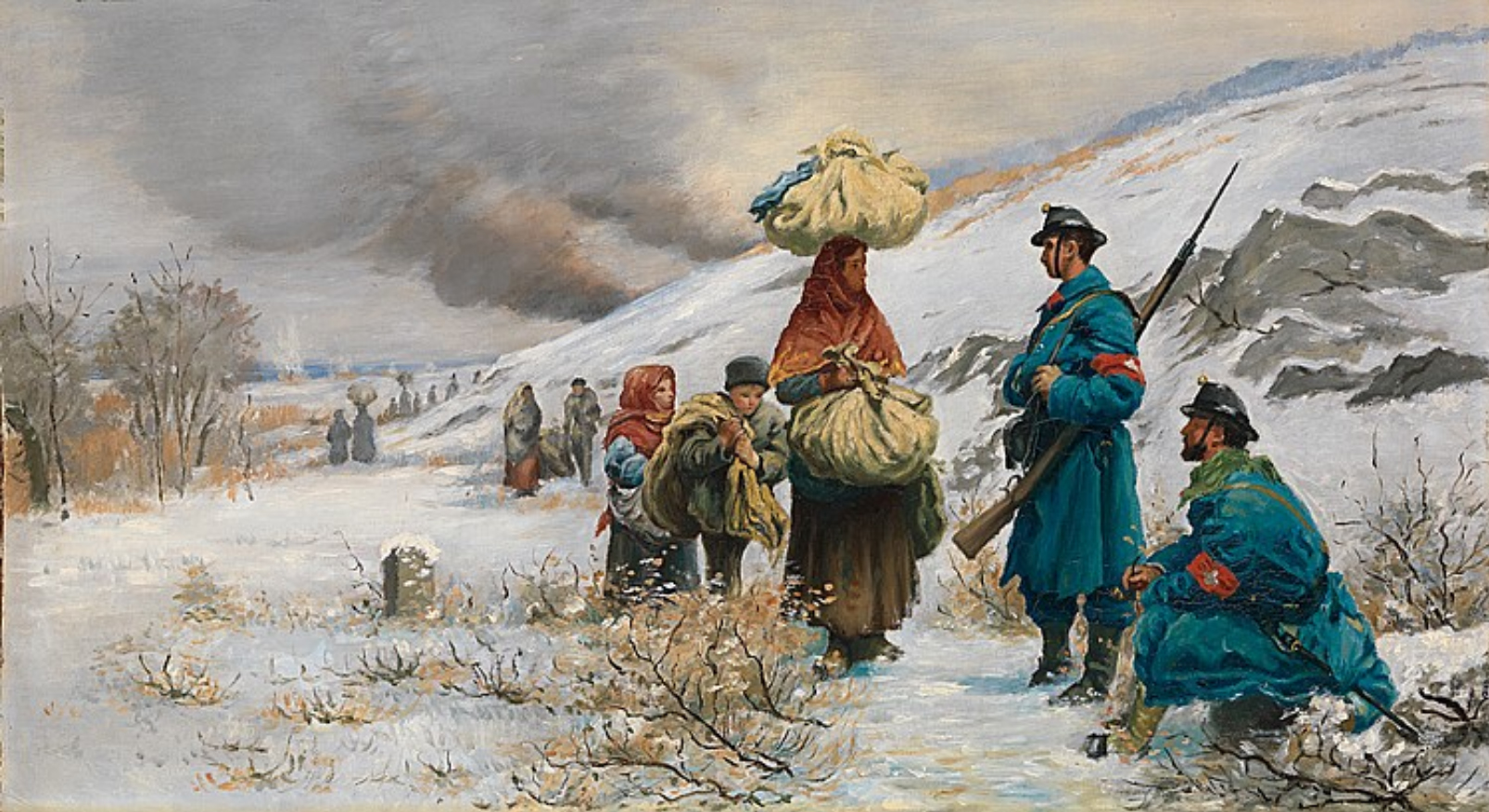
Schweizer Grenzsoldaten empfangen eine Gruppe von Zivilflüchtlingen im Krieg vom 1870/71

Auguste Bachelin wurde als Sohn eines Zimmermanns geboren. Er begann seine künstlerische Ausbildung gemeinsam mit Albert Anker bei Louis Wallingre (1819–1886) in Saint-Blaise. 1850 kam er nach Paris, wo er bis 1874 blieb, aber oft Neuenburg besuchte. Er begann dort seine Ausbildung im Atelier von Charles Gleyre und setzte sie 1852 bei Thomas Couture fort, der sein weiteres Schaffen entscheidend beeinflusste.
Von Paris aus schickte Bachelin ab 1851 regelmässig seine Werke in den Salon der «Gesellschaft der Freunde der Künste» in Neuenburg. Von 1857 bis 1874 stellte er auch im Pariser Salon aus. Der monarchistische Staatsstreich von 1856 im Kanton Neuenburg, der sich so von der preussischen Vormundschaft befreite, scheint der Ursprung seiner Berufung als Militärmaler zu sein.

Er interessierte er sich für den Lombardei-Krieg von 1859 und insbesondere für den Deutsch-Französischen Krieg von 1870 bis 1871, der ihm mit seinem Truppenaufstieg in Les Verrières mehrere Themen lieferte, darüber verfasste er das Buch Aux frontières. Der Neuchâtel-Maler wurde sehr geprägt von den Schriften von Rodolphe Töpffer und strebte danach, ein Schweizer Nationalmaler zu werden.

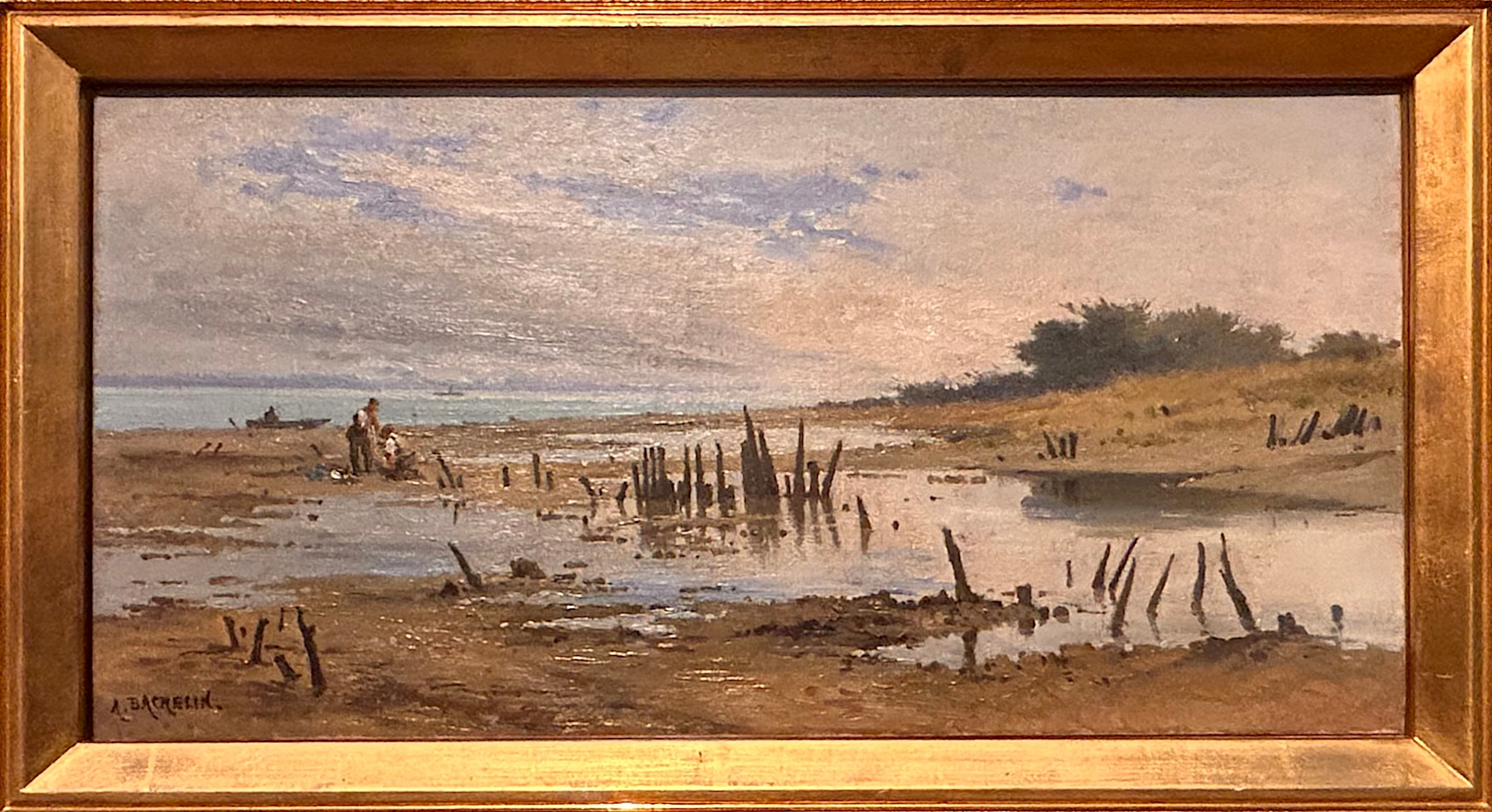
Pfähle der ehemaligen Siedlung La Tène am Neuenburgersee, 1878

Er heiratete 1874, verliess Paris und liess sich in Marin NE unweit von Neuenburg nieder, wo sich seine Aktivitäten diversifizierten. Als Romanautor, Kolumnist und beliebte Persönlichkeit des öffentlichen Lebens in Neuenburg gründete er die «Historische Gesellschaft Neuenburg» (Société d’histoire de Neuchâtel), trug zum Erfolg der Sammlungen des 1868 gegründeten Kunst- und Geschichtsmuseums von Neuenburg (Musée d’Art et d’Histoire de Neuchâtel) bei und schrieb in der Zeitschrift Musée neuchâtelois über die Sammlungen des Neuenburger Museums in 25 Jahren mehr als 200 Artikel.
Philippe Godet gab 1893 ein Buch über Auguste Bachelins Werk und Korrespondenz heraus.